# Myrmecocystus depilis
Myrmecocystus depilis är en myrart som beskrevs av Auguste-Henri Forel 1901. Myrmecocystus depilis ingår i släktet Myrmecocystus och familjen myror. Inga underarter finns listade i Catalogue of Life.

## Bildgalleri

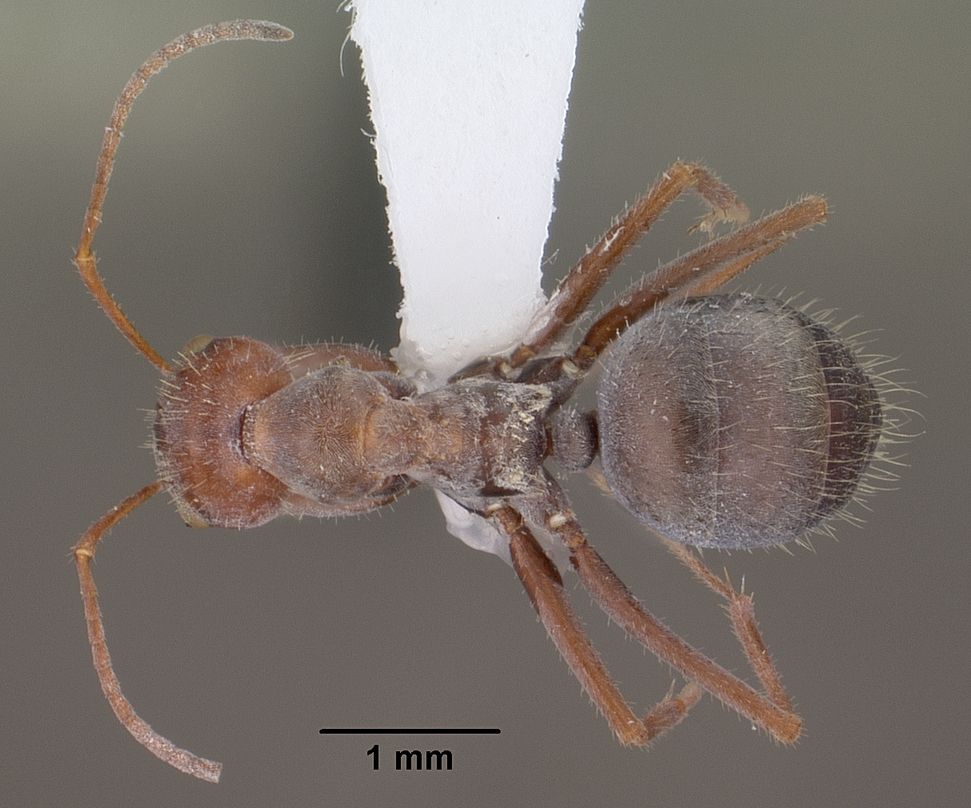
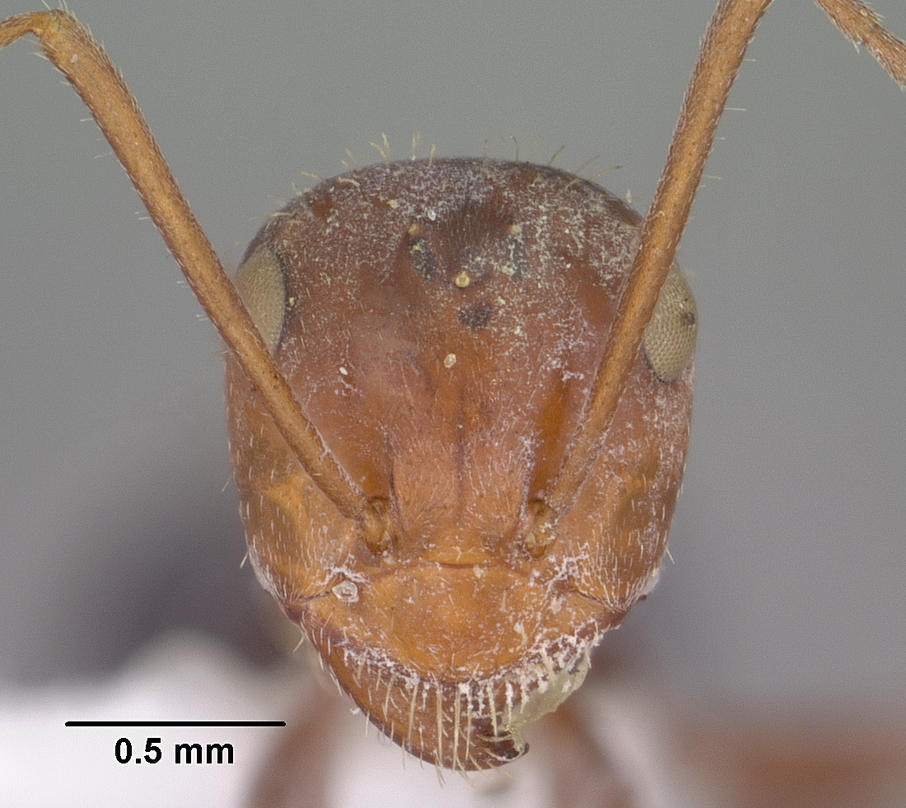
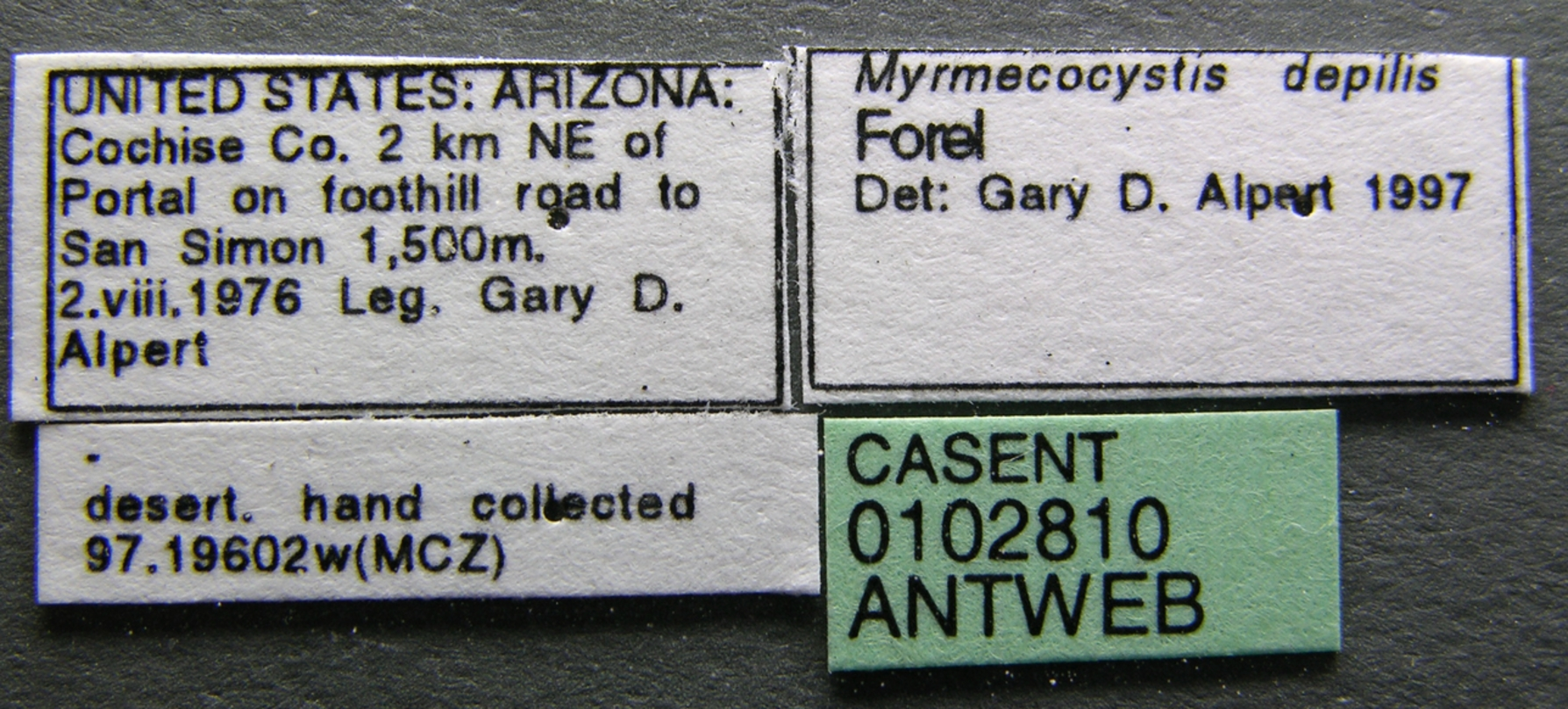
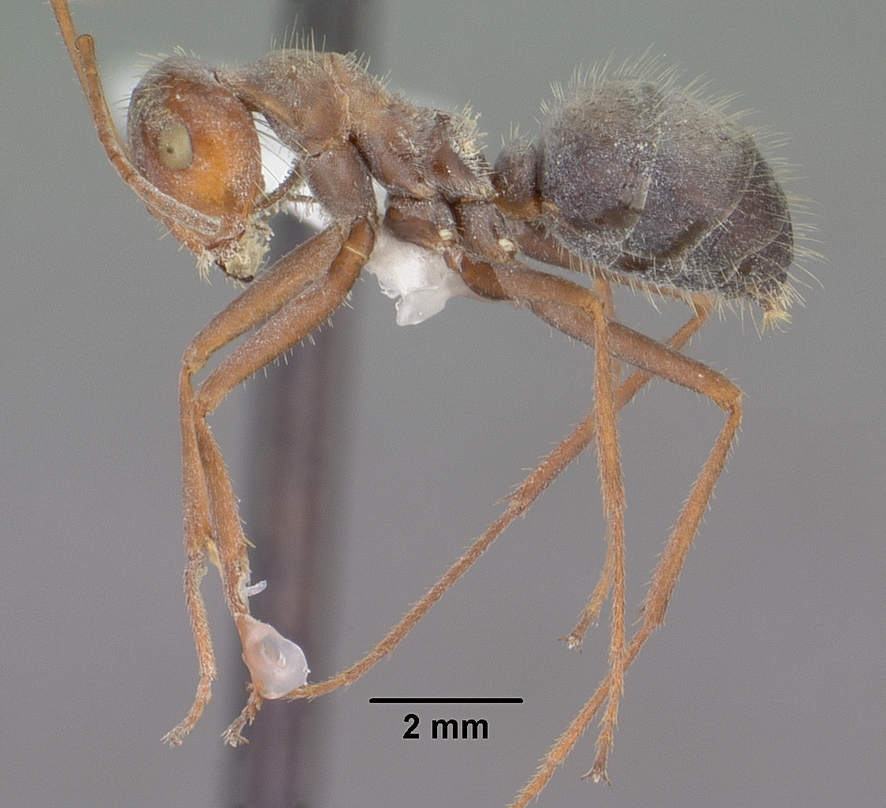